# Гоммерн

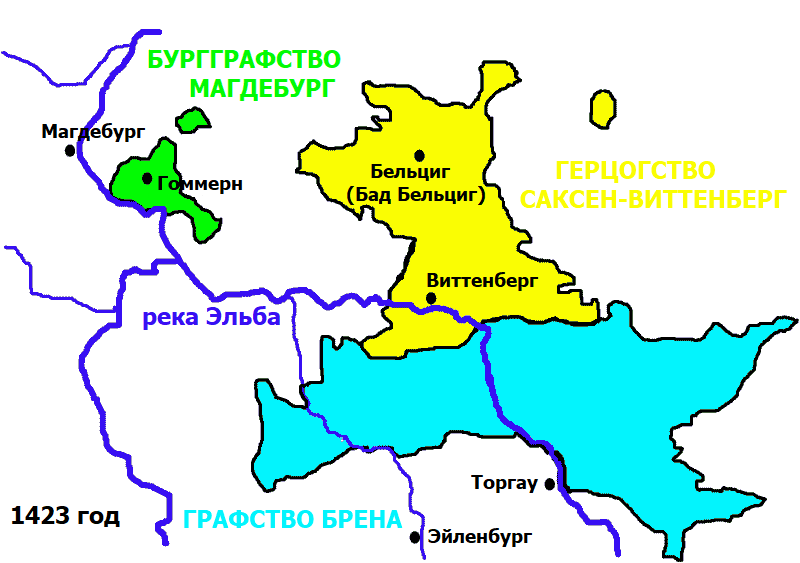
Графство Гоммерн в 1423 году

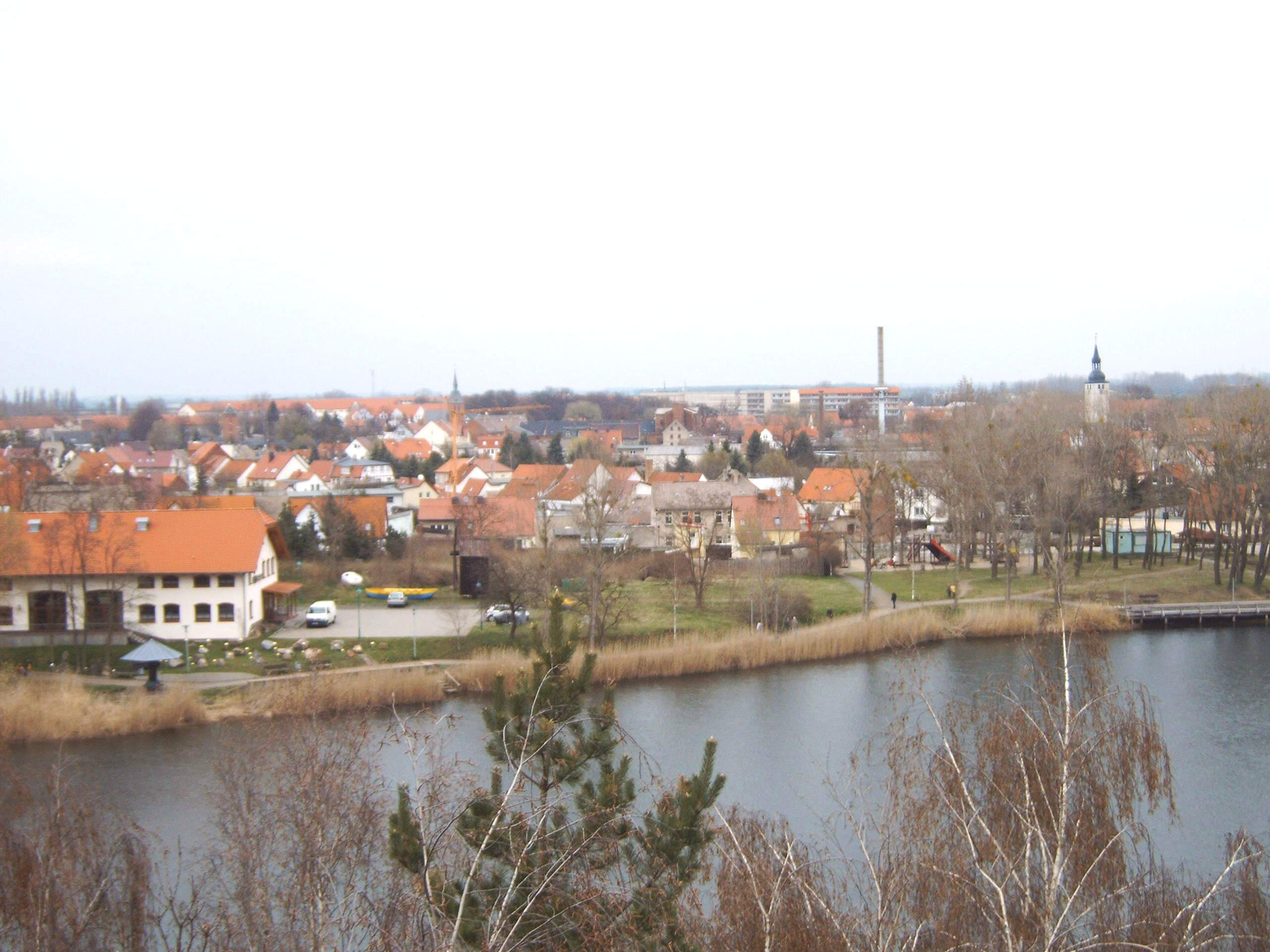
Гоммерн

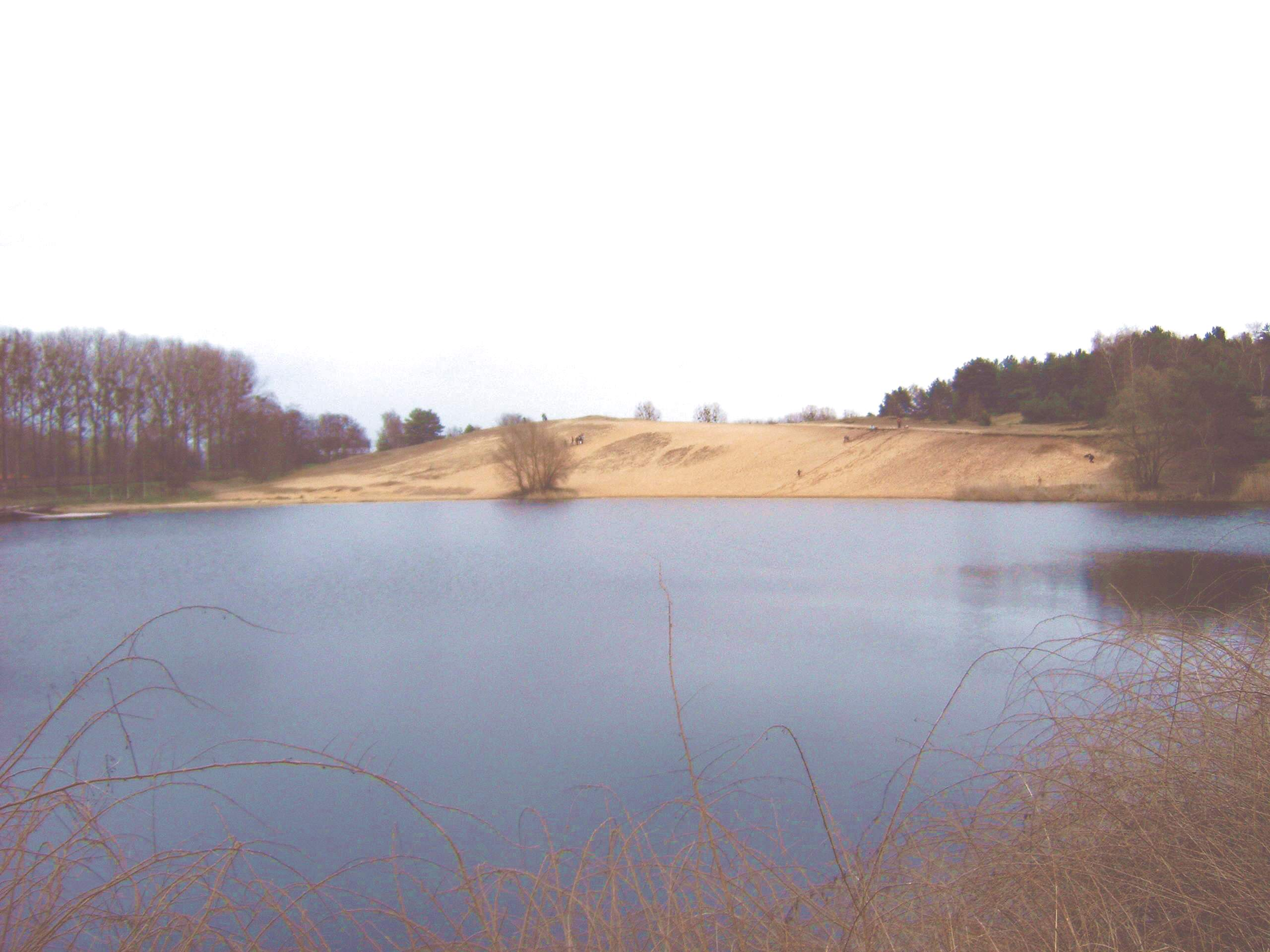
Гоммерн

Гоммерн (нем. Gommern) — город в Германии, в земле Саксония-Анхальт. 
Входит в состав района Йерихов.  Население составляет 11 043 человека (на 31 декабря 2010 года). Занимает площадь 139,89 км². Официальный код  —  15 3 58 017.